# Stazione di Perfugas
Stazione di Perfugas vasútállomás Olaszországban, Szardínia régióban, Perfugas településen.

## Vasútvonalak
Az állomást az alábbi vasútvonalak érintik:
- Sassari-Tempio-Palau-vasútvonal

## Kapcsolódó állomások
A vasútállomáshoz az alábbi állomások vannak a legközelebb: 
- Laerru railway station
- Coghinas train station